# Террі МакДермотт (ковзаняр)
Річард Теренс «Террі» МакДермотт  (англ. Richard Terrance "Terry" McDermott; 20 вересня 1940, Ессексвілл (Мічиган) — 20 травня 2023) — американський ковзаняр, олімпійський чемпіон 1964, срібний призер Олімпіади 1968.

## Спортивна кар'єра
Террі МакДермотт спеціалізувався виключно на дистанції 500 м.
На Зимових Олімпійських іграх 1960 на дистанції 500 м зайняв сьоме місце.
На Олімпійських іграх 1964 в забігу сімнадцятої пари Террі МакДермотт показав час 40,1 сек, встановивши олімпійський рекорд і випередивши на 0,5 сек норвежця Алва Г'єстванга, радянського ковзаняра Володимира Орлова і дворазового олімпійського чемпіона на цій дистанції Євгена Грішина, і несподівано для всіх став олімпійським чемпіоном.
На Олімпійських іграх 1968 МакДермотту довелося стартувати в останній парі у вкрай несприятливих умовах, оскільки це був теплий день і доріжки ковзанки підтанули. Але, незрозуміло як, МакДермотту вдалося показати другий результат 40,5 сек, що було лише на 0,2 сек гірше результату Едгарда Келлера, що став олімпійським чемпіоном.
МакДермотт працював перукарем, потім представником виробника, і водночас був спортивним функціонером з ковзанярського спорту. На Олімпіаді 1980 в Лейк-Плесіді він промовляв клятву від імені суддів.